# Plagiochila vexans
Plagiochila vexans là một loài rêu trong họ Plagiochilaceae. Loài này được Schiffner ex Stephani mô tả khoa học đầu tiên năm 1921.